# 阿穆爾斯克區
阿穆爾斯克區（俄语：Аму́рский райо́н）是俄羅斯远东联邦管区哈巴羅夫斯克邊疆區下辖的区，行政中心为阿穆尔斯克。该区面積为16,268.76平方千米，2019年人口58,485，人口密度每平方公里3.6人。